# Альфред Сван
Альфред Гомер Альберт «Альф» Сван (швед. Alfred Gomer Albert "Alf" Swahn; нар. 20 серпня 1879 — пом. 16 березня 1931) — шведський стрілець, триразовий олімпійський чемпіон.

## Біографія
Народився 20 серпня 1879 року в Удевалла, лен Вестра-Йоталанд, Швеція.
Учасник і призер чотирьох Олімпіад у складі збірної команди Швеції: 1908, 1912, 1920 та 1924 років.
Помер 16 березня 1931 року в Стокгольмі, Швеція.

## Родина
Альфред Сван — син триразового олімпійського чемпіона зі стрільби Оскара Свана.

## Участь в Олімпійських іграх
| Олімпійські ігри | Вид спорту | Дисципліна                                                                     | Результат | Місце |
| ---------------- | ---------- | ------------------------------------------------------------------------------ | --------- | ----- |
| Лондон 1908      | Стрільба   | чоловіки, «олень, що біжить», 100 метрів, одиночні постріли, командна першість | 86 (26)   | 1     |
| Лондон 1908      | Стрільба   | чоловіки, треп, особиста першість                                              | 22        | 25    |
| Стокгольм 1912   | Стрільба   | чоловіки, «олень, що біжить», 100 метрів, одиночні постріли, особиста першість | 41        | 1     |
| Стокгольм 1912   | Стрільба   | чоловіки, «олень, що біжить», 100 метрів, одиночні постріли, командна першість | 151 (37)  | 1     |
| Стокгольм 1912   | Стрільба   | чоловіки, «олень, що біжить», 100 метрів, подвійні постріли, особиста першість | 68        | 4     |
| Стокгольм 1912   | Стрільба   | чоловіки, треп, особиста першість                                              | 82        | 22    |
| Стокгольм 1912   | Стрільба   | чоловіки, треп, командна першість                                              | 243 (45)  | 4     |
| Антверпен 1920   | Стрільба   | чоловіки, «олень, що біжить», 100 метрів, одиночні постріли, особиста першість | 41        | 2     |
| Антверпен 1920   | Стрільба   | чоловіки, «олень, що біжить», 100 метрів, одиночні постріли, командна першість | 153 (34)  | 4     |
| Антверпен 1920   | Стрільба   | чоловіки, «олень, що біжить», 100 метрів, подвійні постріли, командна першість | 336 (69)  | 2     |
| Антверпен 1920   | Стрільба   | чоловіки, треп, командна першість                                              | 500 (84)  | 3     |
| Париж 1924       | Стрільба   | чоловіки, «олень, що біжить», 100 метрів, одиночні постріли, особиста першість | 37        | 6     |
| Париж 1924       | Стрільба   | чоловіки, «олень, що біжить», 100 метрів, одиночні постріли, командна першість | 154 (40)  | 2     |
| Париж 1924       | Стрільба   | чоловіки, «олень, що біжить», 100 метрів, подвійні постріли, особиста першість | 72        | 3     |
| Париж 1924       | Стрільба   | чоловіки, «олень, що біжить», 100 метрів, подвійні постріли, командна першість | 250 (69)  | 3     |
| Париж 1924       | Стрільба   | чоловіки, треп, командна першість                                              | 354 (88)  | 4     |